# Karl-Gustaf Junhall
Karl-Gustaf Junhall, även kallad K G Junhall, ursprungligen Johansson, född 25 februari 1921 i Hössna socken, i dåvarande Älvsborgs län, död 14 december 2017 i Kinna, var en svensk folkhögskollärare, släktforskare och författare.
Han gav ut böcker både på egen hand och i samarbete med andra. Han var redaktör och ansvarig utgivare för CMR-nytt – medlemsblad för Föräldraföreningen för CMR-barn i Göteborg med omnejd på 1950-talet. Han var därefter redaktör för CP-nytt – tidskrift för cerebral pares 1958–1962.